# آريستارخ بيلوبولسكي
بيلوبولسكي Belopolski
هو ارستاخ أبولوفيتش بيلوبولسكي, الفلكي السوفيتي المولود بتاريخ أول يوليو 1854 في موسكو والمتوفي بتاريخ 16 مايو 1934 في بلكوفو، عمل بيلوبوسكي منذ عام 1878 بمرصد بلكوفو أساسا في الفيزياء الشمسية وأطياف النجوم، وأكتشف في عام 1894 تغيير السرعة الخطية للنجم دلتا قيفاوي.
المصدر: الموسوعة الفلكية